# Kerguelenia kanowna
Kerguelenia kanowna is een vlokreeftensoort uit de familie van de Kergueleniidae. De wetenschappelijke naam van de soort is voor het eerst geldig gepubliceerd in 2010 door Lowry & Stoddart.